# 卡拉尼亞區
12°20′44″S 75°52′11″W / 12.3455°S 75.8697°W
卡拉尼亞區（西班牙語：Distrito de Carania），是秘魯的一個區，位於該國中南部利馬大區的堯約斯省，始建於1901年12月3日，面積122.1平方公里，海拔高度3,827米，2005年人口335，人口密度每平方公里2.7人。